# Provincia de Teherán
La provincia de Teherán (persa: استان تهران) es una de las 30 provincias de Irán, tiene más de 19 millones de habitantes y es la provincia más densamente poblada de Irán. Tiene una extensión de alrededor de 18.637 km² y se encuentra al norte de la meseta central iraní.
La provincia de Teherán limita con las provincias de Mazandarán al norte, Qom al sur, Semnán al este y Qazvín al oeste. La ciudad de Teherán es la capital tanto de la provincia como del país, siendo el distrito central de la provincia. Otros distritos son: Shemiranat, Rey, Islam Shahr, la ciudad de Ray, Karaŷ, Ŷaŷrud, Lar, y Rud Shur. La provincia alcanzó su importancia cuando Teherán sustituyó, como capital en 1778 por la dinastía Kayar. Sin embargo, la ciudad de Rey es la zona más Antigua de esta región de Irán. También, dicen que esta ciudad en un tiempo era la capital de la dinastía Parto. Asimismo, se considera una de las ciudades más antiguas del mundo. Hoy en día (2021) Teherán se encuentra entre las 20 ciudades más grandes del mundo.

## Geografía

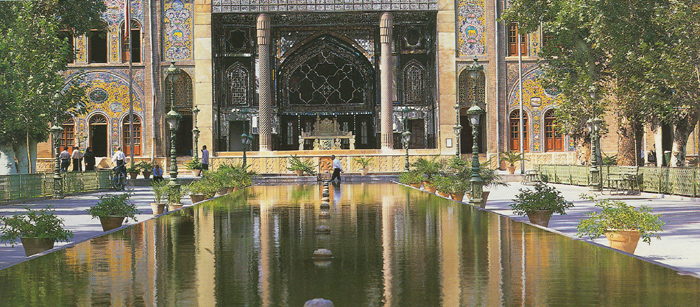
Teherán ha sido la capital de Irán desde 1778.

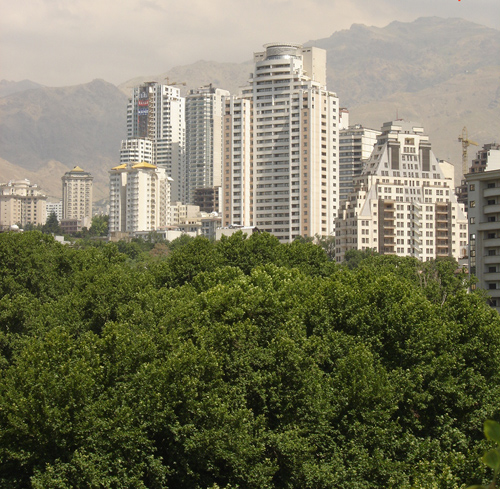
La elevada cadena montañosa Elburz en Teherán se alza por encima de los modernos rascacielos del distrito de Elahiyeh.

La provincia de Teherán tiene más de 14 millones de habitantes y es la región más densamente poblada de Irán.  Archivado el 22 de febrero de 2021 en Wayback Machine. Aproximadamente un 84,15 % reside en áreas urbanas y un 15,85 % en áreas rurales de la provincia.
El punto más alto de la provincia es el monte Damavand, que llega a los 5.678 m s. n. m.; el punto más bajo de la provincia son las llanuras de Varamin, 790 m s. n. m.
Los ríos más largos de esta provincia son el río Karaj y el río Jajrud.
Las cordilleras como los Elburz cubren el norte: Savad Kuh y Firuz Kuh se encuentran en el noreste; Lavasanat, Qarah Daq, Shemiranat, Hassan Abad y montañas Namak se encuentran en las zonas meridionales; Bibi Shahr Banu y Alqadr se encuentran en el sureste y los altos de Qasr-e-Firuzeh se encuentran en la parte este de la provincia.
Hablando desde un punto de vista medioambiental, el clima de la provincia de Teherán en las zonas meridionales es cálido y seco, pero en las cercanías de las montañas es frío y semi-húmedo, y en las regiones más altas es frío con largos inviernos. Los meses más cálidos del año son desdemediados de julio a mediados de septiembre, cuando las temperaturas van desde los 28° a los 30° y los meses más fríos son de 1 °C alrededor de diciembre-ebnero, pero en ciertas épocas en invierno puede ser de 15 °C bajo cero. La ciudad de Teherán tiene inviernos moderados y veranos cálidos. La pluviosidad media anual es de aproximadamente 200 mm, siendo el máximo durante la estación invernal.

## Historia

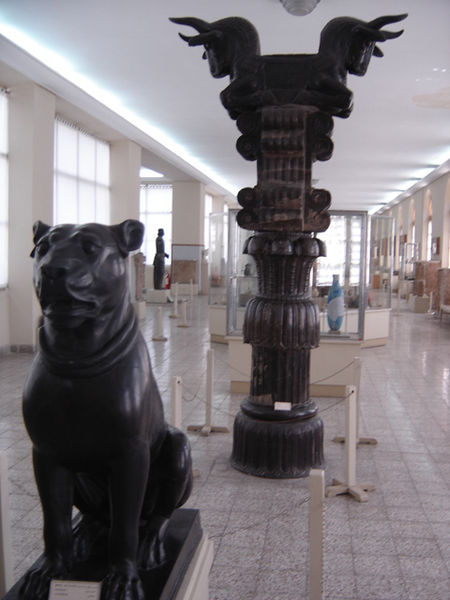
La colección aqueménida del Museo Nacional de Irán en Teherán.

La provincia de Teherán tiene varios yacimientos arqueológicos que indican asentamientos que se remontan a hace varios miles de años. Hasta hace trescientos años, Ray era la más destacada de las ciudades de la provincia. Sin embargo, la ciudad de Teherán creció hasta convertirse en la ciudad más grande y capital de Irán para el año 1778, y desde entonces ha sido el núcleo comercial, económico, cultural y político de Irán.
Teherán tiene más de 1500 puntos históricos de significado cultural registrado en la Organización del Patrimonio Cultural de Irán. El más antiguo de éstos en la provincia de Teherán son los restos de dos yacimientos en el distrito de Firuzkuh que se remontan al IV milenio a. C.

## Divisiones
- Distritos:

| 1. Distrito de Damavand 2. Distrito de Eslamshahr 3. Distrito de Firuzkuh 4. Distrito de Karaj 5. Distrito de Nazarabad 6. Distrito de Pakdasht 7. Distrito de Ray | 1. Distrito de Robat Karim 2. Distrito de Savojbolagh 3. Distrito de Shahriar 4. Distrito de Shemiranat 5. Distrito de Teherán 6. Distrito de Varamin |  |

- Municipios: Absard, Andishe, Baghershahr, Baghestan, Boumehen, Chahardangeh, Damavand, Eshtehard, Eslamshahr, Ferdowsieh, Firouzkouh, Garmdarreh, Gharchak, Ghods, Golestan, Shahriar, Hashtgerd, Nueva Ciudad de Hashtgerd, Javadabad, Hassan Abad, Kahrizak, Kamalshahr, Karaj, Kilan, Lavasan, Mahdasht, Malard, Meshkindasht, Mohammadshahr, Nasimshahr, Nazarbad, Owshan Fasham Meygoun, Pakdasht, Pardis, Pishva, Robat Karim, Roudehen, Sabasharh, Safadasht, Shahedshahr, Shahriar, Sharifabad, Teherán, Vahidieh, Varamin,

## La provincia de Teherán hoy
Teherán es el corazón comercial de Irán. La provincia de Teherán tiene alrededor de 17.000 unidades industriales que emplean a 390.000 personas, 26% de todas las unidades de Irán. La provincia contiene un 30% de la economía de Irán y comprende el 40% del mercado consumidor iraní. Tiene tres pantanos llamados Latiyan, Lar y Amir Kabir así como dos lagos naturales, proporcionando agua para Teherán y su provincia. Contiene 170 minas, sobre 330 kilómetros cuadrados de bosques y más de 12.800 km² de pastos.
Hablando en general, en todo el año, regiones como las laderas meridionales de los montes Elburz, especialmente en las montañas, valles y ríos y lagos artificiales formados tras las grandes presas de Amir Kabir, Latiyan y Lar junto con los lagos naturales de Jaban y Tarr proporcionan considerable recreación para la provincia.
Más aún, debido a la excesiva nieve en las áreas septentrionales de la provincia durante la temporada invernal, los Elburz forman un excelente ambiente para deportes de invierno como el esquí. Dizin, Shemshak y Tochal son las estaciones de esquí más populares.

### Parques y otras atracciones
- Darband (senda)
- Parque Chitgar
- Parque Mellat
- Parque Laleh
- Parque Jamshidieh
- Parque Niavaran
- Parque Sa'ei
- Parque Shatranj
- Tangeh Savashi
- Parque de Policía
- Senda Darabad
- Senda Darakeh
- Parque Jahan-e Kudak
- Complejo Deportivo Azadi

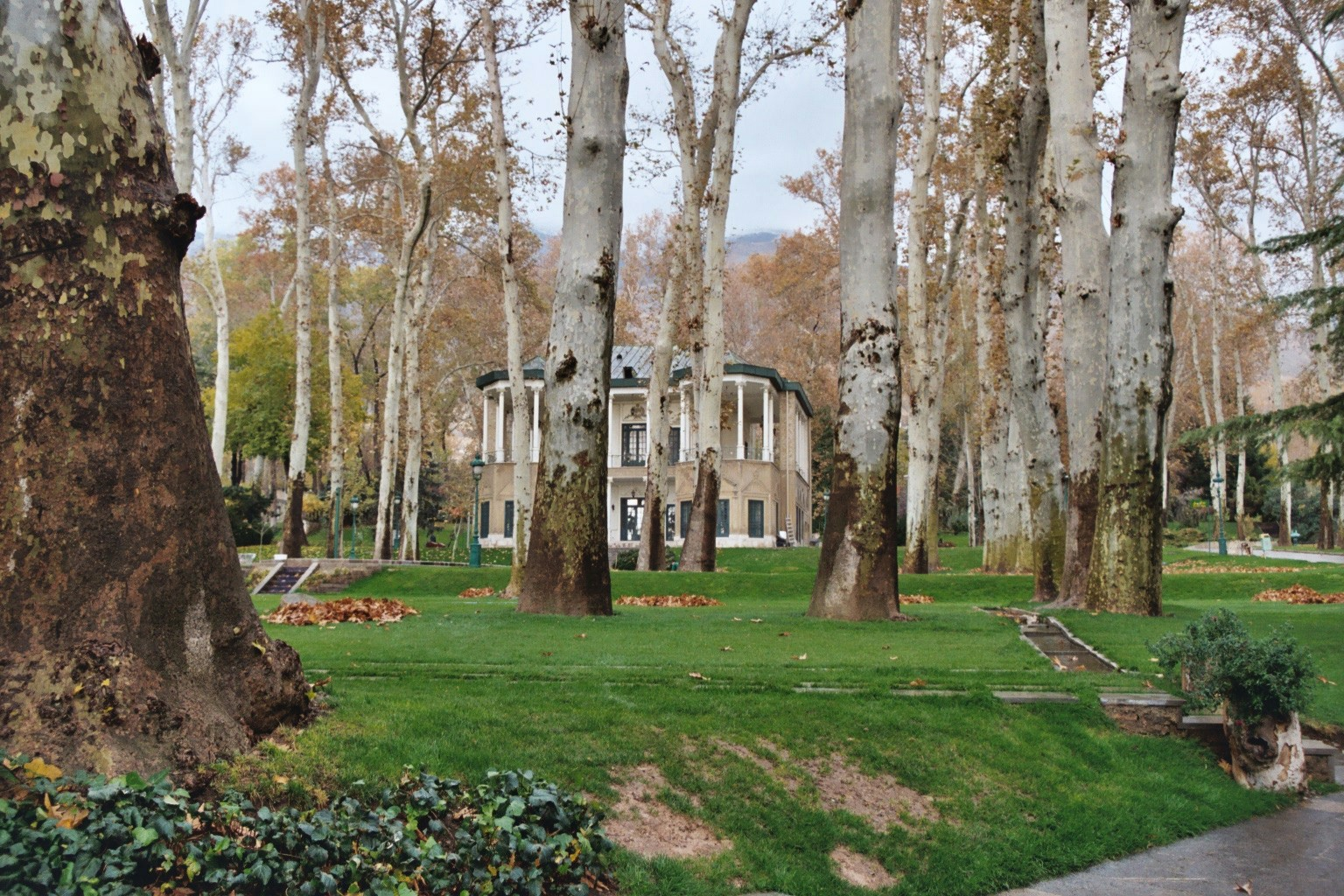
Palacio y jardines de Niavaran

- Complejo Deportivo y campo de golf Enghelab
- Varias cuevas, manantiales y cascadas fuera de Teherán.
- Lago Latyan
- Parque forestal Lavizan
- Parque forestal Vard-Avard
- Parque Nacional Khajeer
- Parque Nacional Kaveer
- Lago Tar
- Lago Amir Kabir
- Hábitat Natural protegido de Lar
- Hábitat Natural protegido de Varjeen

## Centros religiosos

### Mezquitas, santuarios, mausoleos y tumbas
- Mezquita Soltani, construida por Fath Alí Sah Kayar
- Mezquita Atiq, construida en 1663.
- Mezquita Mo'ezz o-dowleh, construida por Fath Alí Sah Kayar
- Mezquita Haj Seyd Azizollah, construida por Fath Alí Sah Kayar
- Mezquita Al-javad, la primera mezquita de diseño modernista de Irán
- La antigua mezquita de Sepahsalar, otra destacada mezquita de la época Kayar
- La nueva mezquita de Sepahsalar (Madreseh e Motahari)
- Mezquita Filsuf o-dowleh, época Kayar
- Mezquita Moshir ol-Saltaneh, época Kayar
- Mezquita Mo'ayyer ol-Mamalik, época Kayar
- Mausoleo de Shahr Banu
- Mausoleo Javan-mard Qassab, un héroe preislámico semi-mítico
- Docenas de santuarios de Imam-zadeh, con cientos de años de antigüedad, incluyendo el de Imam Zadeh Saleh.
- Docenas de Saqao Khanehs: tradicionales lugares de oración
- Varios Tekyehs: tradicionales lugares para ceremonias Muharram de duelo por Husayn ibn Ali.
- Cementerio Ibn Babviyeh, donde están enterrados muchos grandes iraníes, entre ellos Tajti y Ali Akbar Dehjoda
- Cementerio de Zahiroddoulé, donde están enterradas figuras del arte y la cultura como Irach Mirzá, Mohammad Taqí Bahar, Forugh Farrojzad, Abolhasán Sabá, Ruhollah Jaleqí y Darvish Jan
- Tumba Kordan, selyúcida, Karaj.
- Tumba Maydanak, siglo XIII, Karaj
- Cementerio polaco al norte de Teherán, donde están enterrados muchos soldados aliados occidentales

### Iglesias
- Iglesia Surep Georg, 1790
- Iglesia Thaddeus Bartoqimus, 1808
- Iglesia Tatavus, de la era Kayar
- Iglesia Enjili, 1867
- Iglesia asiria

### Colegios y universidades

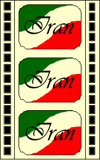
Clica aquí para un videoclip sobre la Universidad de teherán.

Principales universidades de la provincia de teherán:
- 1. Universidad Allameh Tabatabaii
  2. Universidad de Tecnología Amirkabir (Politécnico de Teherán) (website)
  3. Universidad Alzahra (website)
  4. Colegio Técnico Shamsipour (website)
  5. Universidad de Ciencias Médicas Baqiyatallah
  6. Instituto Farabi de Educación Superior Virtual
  7. Universidad de Irán de Ciencias y Tecnología (IUST)(sitio web)
  8. Universidad Imam Hossein Archivado el 31 de octubre de 2005 en Wayback Machine.
  9. Universidad Imam Sadeq (ISU)
  10. Universidad de Irán de Ciencias Médicas
  11. Universidad de Tecnología K.N.Toosi
  12. Universidad Shahed
  13. Universidad Shahid Beheshti (website)
  14. Universidad de Tecnología Sharif (website Archivado el 17 de enero de 2007 en Wayback Machine.)
  15. Universidad Tarbiat Modarres (Universidad de Formación del profesorado)(sitio web)
  16. Universidad de Teherán de Ciencias Médicas
  17. Universidad Tarbiat Moaalem
  18. Universidad de Artes Archivado el 28 de octubre de 2017 en Wayback Machine.
  19. Universidad de Bienestar Social y Ciencias de Rehabilitación
  20. Universidad de Teherán (sitio web) Archivado el 7 de julio de 2009 en Wayback Machine.
  21. Universidad Islámica Azad de Teherán-Ciencia e Investigación
  22. Universidad Islámica Azad de Varamin Archivado el 4 de diciembre de 2008 en Wayback Machine.
  23. Universidad Islámica Azad de Islamshahr
  24. Universidad Islámica Azad de Karaj Archivado el 11 de junio de 2016 en Wayback Machine.
  25. Universidad Islámica Azad de Damavand
  26. Universidad Islámica Azad de Rudehen
  27. Universidad Islámica Azad de Teherán-Ciencias Médicas
  28. Universidad Islámica Azad de Teherán-Norte
  29. Universidad Islámica Azad de Teherán-Sur
  30. Universidad Islámica Azad de Teherán-Central Archivado el 25 de julio de 2016 en Wayback Machine.
  31. Universidad Islámica Azad de Teherán-Región 1
  32. Universidad de Ciencias Médicas Shahid Beheshti (sitio web)
  33. Universidad de Emam Reza (enlace roto disponible en Internet Archive; véase el historial, la primera versión y la última).
  34. Instituto para Estudios en Física Teórica y Matemáticas (IPM) (sitio web)
  35. Colegio Hadith de Teherán
  36. Universidad Imam Ali para oficiales del ejército
  37. Universidad Integral de Tecnología
  38. Universidad de Teherán de Ciencias aplicadas y tecnología
  39. Colegio de Teherán de Medio Ambiente Archivado el 8 de abril de 2018 en Wayback Machine.
  40. Universidad Bagher Aloloum
  41. Universidad Internacional de Irán
  42. Colegio de Irán de Telecomunicaciones Archivado el 17 de enero de 2017 en Wayback Machine.
  43. Universidad Médica para el Ejército de la República Islámica de Írán
  44. NAJA Universidad de Policía
  45. Escuela de Asuntos Económicos (SEA)
  46. Escuela de Relaciones Internacionales
  47. Universidad Shahed de Ciencias Médicas
  48. Universidad Shahid Sattari de Ingeniería Aeronáutica
  49. Universidad de Sectas Islámicas
  50. Instituto de Investigación de la industria del petróleo
  51. Instituto Petroquímico y de Polímeros de Irán
  52. Instituto de Tecnología de Energía y Agua (PWIT) ()
  53. Universidad Payame Nur (website)